# Rabenau (Hesja)
Rabenau – miejscowość i gmina w Niemczech, w kraju związkowym Hesja, w rejencji Gießen, w powiecie Gießen. 30 czerwca 2015 liczyła 5001 mieszkańców.

## Współpraca
Miejscowości partnerskie:
- Nans-les-Pins, Francja
- Plan-d’Aups-Sainte-Baume, Francja
- Rabenau, Saksonia